# Vellozia sulphurea
Vellozia sulphurea är en enhjärtbladig växtart som beskrevs av Johann Baptist Emanuel Pohl. Vellozia sulphurea ingår i släktet Vellozia och familjen Velloziaceae. Inga underarter finns listade.